# NGC 461
NGC 461 est une galaxie spirale intermédiaire située dans la constellation du Sculpteur. Sa vitesse par rapport au fond diffus cosmologique est de 5 447 ± 17 km/s, ce qui correspond à une distance de Hubble de 80,3 ± 5,6 Mpc (∼262 millions d'al). NGC 461 a été découverte par l'astronome britannique John Herschel en 1834.

## Caractéristiques
Sa vitesse par rapport au fond diffus cosmologique est de 5 447 ± 17 km/s, ce qui correspond à une distance de Hubble de 80,3 ± 5,6 Mpc (∼262 millions d'al).
À ce jour, neuf mesures non basées sur le décalage vers le rouge (redshift) donnent une distance de 66,289 ± 6,811 Mpc (∼216 millions d'al), ce qui est à l'intérieur des valeurs de la distance de Hubble.
La classe de luminosité de NGC 459 est III et elle présente une large raie HI.